# Hadar-Merkaz
Hadar-Merkaz (hebrejsky: הדר-מרכז, doslova Hadar-Střed) je čtvrť v centrální části Haify v Izraeli. Nachází se v administrativní oblasti Hadar, na okraji pohoří Karmel.

## Geografie
Leží na severním úpatí pohoří Karmel, nedaleko od centra dolního města. Jde o umělou statistickou jednotku, která se dále člení na podčásti ha-Te'atron ha-Ironi (Městské divadlo), Herzlija (východně od komplexu Světového centra Bahá'í), Bejt ha-Irija (Radnice) a Šuk Talpijot (Trh Talpijot). V praxi bývá tato lokalita označována jako součást čtvrti Hadar ha-Karmel.

## Demografie
Populace je smíšená židovsko-arabská. Čtvrť se rozkládá na ploše 0,79 kilometru čtverečního. V roce 2008 zde žilo 9 040 lidí, z toho 4 600 Židů, 1 680 muslimů a 1 130 arabských křesťanů.